# Unión Deportiva Socuéllamos
L'Unión Deportiva Socuéllamos è una società calcistica spagnola con sede nella città di Socuéllamos, Ciudad Real, nella comunità autonoma di Castiglia-La Mancia. La società è stata fondata nel 1924, milita in Tercera Federación, e disputa le partite casalinghe all'Estadio Paquito Jiménez, con capacità di 2 000 spettatori.

## Cronistoria
| Stagione | Livello | Divisione | Piazzamento | Copa del Rey |
| -------- | ------- | --------- | ----------- | ------------ |
| 1961/62  | 4       | Regionale | —           |              |
| 1962/63  | 4       | Regionale | —           |              |
| 1963/64  | 3       | 3ª        | 6º          |              |
| 1964/65  | 3       | 3ª        | 6º          |              |
| 1965/66  | 3       | 3ª        | 12º         |              |
| 1966/67  | 3       | 3ª        | 5º          |              |
| 1967/68  | 3       | 3ª        | 12º         |              |
| 1968–90  | 5       | Regionale | —           |              |
| 1990/91  | 4       | 3ª        | 4º          |              |
| 1991/92  | 4       | 3ª        | 12º         |              |
| 1992/93  | 4       | 3ª        | 8º          |              |
| 1993/94  | 4       | 3ª        | 20º         |              |
| 1994/95  | 5       | Regionale | —           |              |
| 1995/96  | 5       | Regionale | —           |              |
| 1996/97  | 4       | 3ª        | 9º          |              |
| 1997/98  | 4       | 3ª        | 17º         |              |
| 1998/99  | 4       | 3ª        | 11º         |              |

| Stagione | Livello | Divisione     | Piazzamento | Copa del Rey |
| -------- | ------- | ------------- | ----------- | ------------ |
| 1999/00  | 4       | 3ª            | 6º          |              |
| 2000/01  | 4       | 3ª            | 19º         |              |
| 2001/02  | 5       | 1ª Aut. Pref. | 1º          |              |
| 2002/03  | 4       | 3ª            | 12º         |              |
| 2003/04  | 4       | 3ª            | 10º         |              |
| 2004/05  | 4       | 3ª            | 17º         |              |
| 2005/06  | 4       | 3ª            | 8º          |              |
| 2006/07  | 4       | 3ª            | 17º         |              |
| 2007/08  | 4       | 3ª            | 16º         |              |
| 2008/09  | 4       | 3ª            | 5º          |              |
| 2009/10  | 4       | 3ª            | 16º         |              |
| 2010/11  | 4       | 3ª            | 11º         |              |
| 2011/12  | 4       | 3ª            | 16º         |              |
| 2012/13  | 5       | 1ª Aut. Pref. | 1º          |              |
| 2013/14  | 4       | 3ª            | 2º          |              |
| 2014/15  | 3       | 2ªB           |             |              |

- 1 stagione in Segunda División B
- 24 stagioni in Tercera División

## Palmarès

### Competizioni nazionali
- Tercera División: 1

2018-2019

### Altri piazzamenti
- Tercera División:

Secondo posto: 2013-2014
- Copa Federación de España:

Semifinalista: 2018-2019

## Organico

### Rosa 2014-2015
Aggiornata al 6 ottobre 2014.
| N. |                   | Ruolo | Calciatore       |
| -- | ----------------- | ----- | ---------------- |
|    | Spagna (bandiera) | P     | Víctor Bocanegra |
|    | Spagna (bandiera) | P     | Pablo Coronado   |
|    | Spagna (bandiera) | P     | Jesús Parreño    |
|    | Spagna (bandiera) | D     | Aleix            |
|    | Spagna (bandiera) | D     | Carlos Crespo    |
|    | Spagna (bandiera) | D     | Jorge Pelegrina  |
|    | Spagna (bandiera) | D     | Zurdo            |
|    | Spagna (bandiera) | D     | Jacinto Trillo   |
|    | Spagna (bandiera) | D     | Pablo Buendía    |
|    | Spagna (bandiera) | D     | Carlos García    |
|    | Spagna (bandiera) | C     | Salva Gómez      |

| N. |                   | Ruolo | Calciatore       |
| -- | ----------------- | ----- | ---------------- |
|    | Spagna (bandiera) | C     | Jesús García     |
|    | Spagna (bandiera) | C     | Berni            |
|    | Spagna (bandiera) | C     | Antonio Ocaña    |
|    | Spagna (bandiera) | C     | Quique Domínguez |
|    | Spagna (bandiera) | C     | Bienve           |
|    | Spagna (bandiera) | C     | Chato            |
|    | Spagna (bandiera) | C     | Santi Cabeza     |
|    | Spagna (bandiera) | A     | Antonio Calle    |
|    | Spagna (bandiera) | A     | Juanma Ortiz     |
|    | Spagna (bandiera) | A     | Luis Nuño        |
|    | Spagna (bandiera) | A     | Javi Bolo        |